# Caminos celestiales
Caminos Celestiales es una película del año 2012, del director Saulo Chinchero, que se basa, según el mismo director, en personajes de la vida real, que él conoció, pero que en la historia se inundan en una situación increíble, sublime e irreal. Se estrenó el 17 de enero de 2012. Tuvo un estreno simultáneo en tres ciudades.

## Argumento
Raúl (Saulo Chinchero) es un muchacho de condición humilde, estudia gracias a una beca en la Universidad Católica (UCB) de la ciudad de La Paz, está perdidamente enamorado de Adriana (Amira Soruco), una chica de la clase alta, que por influencia de sus amigas, no hace caso a los acercamientos de Raúl, y cuyo novio Nicolás (Dave Bravo)es celoso. Un día, después de un difícil examen, Raúl conoce a Carla (Karen Miranda), una muchacha también humilde con quien el muchacho se identifica, ya que ambos padecen enfermedades, él sobre la vista, y ella sobre el corazón; este lazo hace que Raúl insista en una conexión, en un destino prescrito que él presiente en sueños. Esta determinación hace que también conozca las debilidades de su otro par, Nicolás: un insistente desvarío de identidad cuando siente que su bisabuelo fallecido (José Saavedra) ingresa en su cuerpo, y de Adriana: una dependencia a las drogas.
Al parecer, Adriana no es la única con problemas de adicción en la Universidad, y esto lo saben muy bien los vendedores de narcóticos, quienes comienzan a planear una fiesta organizada por ellos, para tener una venta exitosa de un producto recién llegado y millonario. Alrededor de estos sucesos, los corazones de Raúl y Adriana se unen, junto con los de Nicolás y Carla; y en el transcurso de su romance se dan cuenta de su destino: el de abrir el cielo con las enfermedades y dificultades que tienen, para encontrarse en el punto máximo de la existencia: el Nirvana, y entregar sus unigénitos al cielo. Pero para llegar al cielo, cada uno tiene su camino, su debilidad (herramienta), y su portal; Raúl, Vida; Adriana, Nacimiento; Nicolás, Reencarnación; Carla, Muerte. Todos serán guiados en su andar por el Ser Celestial de su camino.

## Preparación
Para la realización de esta película, Saulo Chinchero preparó una tesis sobre los problemas del cine en Bolivia, y propuso hacer una película que se desvíe totalmente de los temas tratados en el celuloide nacional durante los últimos 60 años: el indianismo, la comedia y la identidad nacional, para centrarse en un tema más actual y universal.
Preparó a más de sesenta actores, muchos de ellos amateurs, para que lleguen a un nivel aceptable frente a la pantalla, y que se alejen de los métodos actorales del teatro, muy evidentes en las películas bolivianas.

## Rodaje
El rodaje tardó un año, y se realizó en diferentes puntos del Departamento de La Paz (Bolivia), desde las aulas y espacios de la Universidad católica, hasta la población de Moco.
Moco, cercana a la frontera con el Perú. La variedad de sugerencias de lugares, como los hogares humildes a los hogares acomodados, y las rutas y vivencias en las escenas, hizo que las locaciones sean diversas. Además que la naturaleza de los personajes distintos, también varió los momentos de diversión, dramatismo o terror en la película.

## Curiosidades
- El estreno de la película estaba originalmente previsto para febrero de 2011.
- Es una de las películas bolivianas más largas exhibidas en los cines, con 160 minutos de filme.
- Está filmada en 20 locaciones distintas de la ciudad como el departamento de La Paz en Bolivia.
- Los papeles de Nicolás y Carla estaban al principio con otros actores.
- El logo es muy parecido al de Chanel
- Es la primera película boliviana exhibida en el formato DCP (Paquete de Cine Digital) o 2D Digital.
- También es la primera película boliviana en experimentar el formato DCP 4K.
- La película es resultado de la tesis de grado con la que el director se graduó de la carrera de administración de empresas y propone la creación de una productora cinematográfica y la realización de una película.[2]

## Festivales
- Fest International de Culturas en Sucre

## Elenco
- Saulo Chinchero: Raúl
- Amira Soruco: Adriana
- Dave Bravo: Nicolás
- Karen Miranda: Carla
- Marco Antezana: el "Gurú"
- José Saavedra: Abuelo, Tatarabuelo, Vishnu, Reencarnación
- Daniel Carlsen Pol: el  "K'ara"
- Gastón Alcázar: el  "Colas"
- Ariel Requena: el  "Cura"
- Jessica Velarde: el  "Peines"
- Jessica Fernández R.: Vida
- Fabián José Fernández R.: Muerte
- Fabricio Claros: Nacimiento
- Armando Duranböger: Coprotagonico.